# استقرار المنحدر

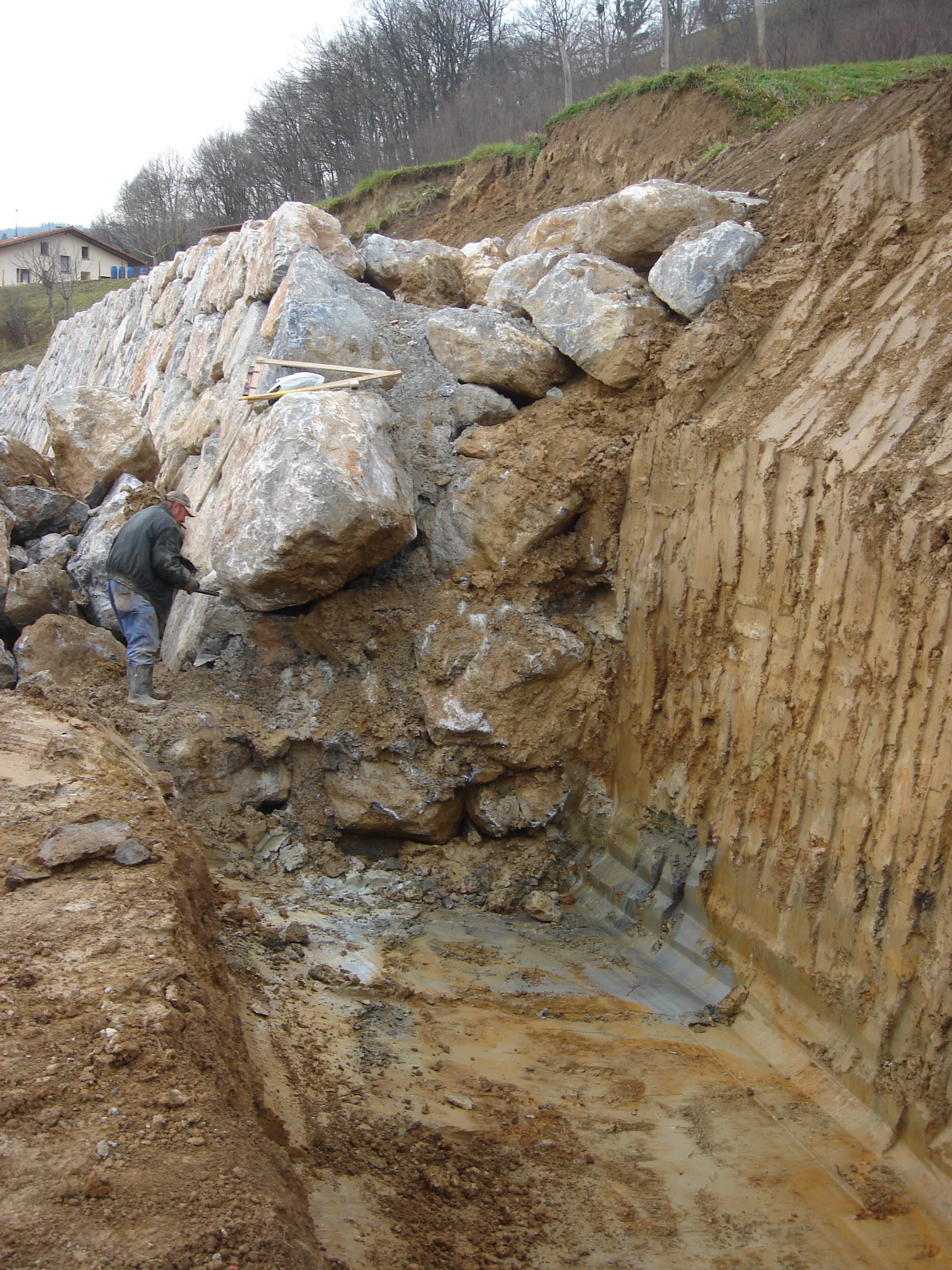

استقرار المنحدر يتم فيها دراسة القوى التي تسبب انهيار أي انزلاق المنحدر والقوى المثبته لهذا المنحدر. يبقى المنحدر أمينا إذا زادت القوى أو العزوم المثبته عن القوى أو العزوم الدافعة. من أهم القوى الدافعة الوزن الذاتي للتربة، الحمولات الخارجية، قوى رشح الماء. من أهم القوة المثبته قوى الاحتكاك الداخلية في التربة والتماسك. للانهيار أشكال وميكانيكيات عديدة تتعلق بعوامل عديدة. لأجل ذلك تطورت طرائق حساب مناسبة لكل ميكانيكية انهيار محتمله.